# Chrebet Atbasji
Chrebet Atbasji (ryska: Хребет Атбаши) är en bergskedja i Kirgizistan.   Den ligger i oblastet Naryn Oblusu, i den centrala delen av landet, 230 km sydost om huvudstaden Bisjkek.